# Pierre Cogan
Pierre Cogan (Pluneret, 10 januari 1914 – Auray, 5 januari 2013) was een Frans wielrenner.

## Levensloop en carrière
Cogan werd prof in 1935. In dat jaar werd hij reeds 11de in de Ronde van Frankrijk. In 1936 won hij de GP Ouest France-Plouay en 2 etappes in Parijs-Nice. In 1937 en 1938 won hij de Boucles de l'Aulne. Cogan eindigde ook zes keer in de top twintig van de Ronde van Frankrijk.
Cogan overleed in 2013 op bijna 99-jarige leeftijd. Hij was op dat moment de oudste nog levende deelnemer aan de Ronde van Frankrijk.

## Belangrijkste overwinningen
1936
- GP Ouest France-Plouay
- 7e etappe Parijs-Nice

1937
- GP des Nations
- Circuit de l'Aulne

1938
- Circuit de l'Aulne

1942
- Mont Faron

1943
- Vichy-Limoges

1945
- Saint Etienne-Montluçon

1949
- 4e etappe Critérium du Dauphiné

## Resultaten in voornaamste wedstrijden
| Jaar | Ronde van Italië | Ronde van Frankrijk | Ronde van Spanje |
| ---- | ---------------- | ------------------- | ---------------- |
| 1935 |                  | 11e                 |                  |
| 1936 |                  | 16e                 |                  |
| 1946 |                  |                     |                  |
| 1947 |                  | 12e                 |                  |
| 1948 |                  | opgave              |                  |
| 1949 |                  | 10e                 |                  |
| 1950 |                  | 7e                  |                  |
| 1951 |                  | 19e                 |                  |

| Jaar | Milaan-San Remo | Bretagne Classic |
| ---- | --------------- | ---------------- |
| 1935 |                 |                  |
| 1936 |                 | Goud             |
| 1946 |                 | Brons            |
| 1947 |                 |                  |
| 1948 |                 |                  |
| 1949 |                 |                  |
| 1950 | 52e             |                  |
| 1951 |                 |                  |